# Slaven Čupković
Slaven Čupković (in serbo Славен Чупковић?; Kraljevo, 23 giugno 1988) è un cestista serbo.